# Unione Sportiva Internazionale Napoli
La Unione Sportiva Internazionale Napoli fou un club de futbol de la ciutat de Nàpols (Itàlia).

## Història
El club va ser fundat pels components anglesos del Naples Football Club, que el 1911, capitanejats per Bayon i Steinnegger, se separaren del club originari. El nou club adoptà una samarreta de color blau fosc amb coll blanc. El seu camp de joc estava situat al barri de Bagnoli. El debut del club fou el 27 d'octubre de 1912, amb una victòria per 3-2 davant el Roman Football Club.
El 1912 ingressà al campionat italià de la zona centre sud. En seu grup de la Campània fou derrotat pel seu rival, el Naples FC. La temporada següent, l'Internazionale fou el vencedor del grup i disputà la final de la regió centre-sud, on fou derrotat per la Lazio. De nou, l'Internazionale derrotà el seu rival ciutadà la temporada 1915, però aquest cop la final del centre-sud no es va poder disputar per l'adveniment de la I Guerra Mundial.
Acabada la guerra el 1919 es reprengué el campionat però el club no tingué actuacions destacades. Un club anomenat Pro Napoli fou absorbit per l'Internazionale el 1921. El 1922, els dos grans clubs de la ciutat, Internazionale i Naples, decidiren superar les dificultats econòmiques amb una fusió que donà vida a un nou club, el Foot-Ball Club Internazionale-Naples, més conegut com a FBC Internaples.

## Cronologia
- 1911 - Fundació de la Unione Sportiva Internazionale Napoli
- 1912-13 - 2n al grup de Campània
- 1913-14 - 1r al grup de Campània, perd la final centre-sud davant la Lazio
- 1914-15 - 1r al grup de Campània
- 1919-20 - 1r al grup de Campània, 3r a la semifinal interregional
- 1920-21 - 3r al grup de Campània
- 1921-22 - 3r al grup de Campània

## Palmarès
- Campionat d'Itàlia Meridional: 1 1914-15 (compartit amb Lazio, ja que no es disputà la final per la I Guerra Mundial)
- Finalista al Campionat d'Itàlia Meridional: 1 1913-14